# Legal Fake
Si definisce Legal Fake (tradotto dall'inglese, «falso legale») il fenomeno tramite il quale un'azienda registra e produce per proprio conto dei prodotti utilizzando nomi e loghi commerciali di proprietà di una seconda azienda, senza l'autorizzazione di quest'ultima e in paesi nei quali questa non ha ancora commercializzato o registrato il proprio marchio. È un fenomeno abbastanza recente, che ha coinvolto specialmente il settore della moda, in particolare lo street wear e lo stile correlato alla sottocultura dello skateboarding.
Il Legal Fake non è da confondersi con la contraffazione propriamente detta. Infatti, mentre quest'ultima è spesso legata al mercato nero, nel caso del Legal Fake i prodotti possono essere venduti e acquistati legalmente (almeno prima di un'eventuale sentenza di un tribunale). Inoltre le aziende produttrici di Legal Fake non sono interessate a imitare il marchio per frodare i consumatori, ma piuttosto a sostituirsi al brand originale e ad "impersonarlo".

## Caratteristiche generali
In molti casi la creazione di marchi Legal Fake viene preceduta da un'attenta fase di preparazione, come la ricerca di brand iconici o di culto o "di nicchia" in determinate aree geografiche, ma non distribuiti ufficialmente e poco noti in altri paesi. Una volta individuato un marchio d'interesse, quest'ultimo viene quindi registrato come se fosse nuovo, precedendo temporalmente l'azienda originale. Contestualmente vengono opportunamente modificati i nomi, i loghi e i font, in modo tale che possano essere confusi con quelli originari. Infine l'azienda che si appropria del marchio tende a imitare quella originaria anche in altri aspetti, come le strategie di comunicazione e di marketing, la definizione del pubblico e del mercato di riferimento, ecc.
Quasi sempre le aziende produttrici di Legal Fake, nonché i loro rivenditori all'ingrosso e i rappresentanti commerciali, non informano i venditori al dettaglio e i consumatori che la merce non ha nulla a che vedere con i brand originali.

## Il caso «Supreme Barletta»
Supreme è un marchio creato nel 1994 negli Stati Uniti, di cui è titolare la società Chapter 4, legato principalmente al mondo dello skateboarding. Nel 2016 venne registrato un marchio con lievi modifiche grafiche e depositato in Italia e a San Marino da International Brand Firm Ltd. (IBF), società con sede legale nel Regno Unito, quindi concesso in licenza all'italiana Trade Direct s.r.l., che iniziò a produrre e vendere capi di abbigliamento come Supreme Italia.
Da notare che mentre Supreme NYC, detentrice del marchio originale, vendeva i suoi prodotti in numero limitato e in esclusiva in pochissimi negozi monomarca nel mondo (a New York, Los Angeles, Londra, Parigi e Tokyo), il marchio Supreme Italia iniziò a commercializzare i suoi prodotti a prezzi più accessibili e in negozi di abbigliamento tradizionali. La cosa non sfuggì agli esperti del settore, tant'è che Supreme Italia cominciò a essere soprannominata ironicamente «Supreme Barletta», poiché aveva sede nella città pugliese.
Nel 2016 Supreme New York citò per la prima volta in giudizio IBF e Trade Direct, che nel frattempo avevano depositato il marchio in molti altri paesi (nasceva intanto Supreme Spain) e avevano avviato collaborazioni con marchi importanti, fra cui Samsung.
Fu l'inizio di una diatriba legale durata diversi anni. Se inizialmente il Tribunale di Milano diede ragione al marchio originale americano, accertando la concorrenza parassitaria della IBF e disponendo il sequestro dei capi recanti tale marchio, negli anni successivi si registrarono decisioni di diverso parere da parte di tribunali spagnoli e dell’EUIPO (Ufficio dell'Unione Europea per la Proprietà Intellettuale), che nel 2018 rifiutò la domanda di registrazione di marchio presentata da Chapter 4. Nel 2020 il China Trademark Office ha riconosciuto come originale il brand americano, dopo che negli anni precedenti Supreme Italia aveva fatto ingresso nel mercato cinese. Nel 2021 un tribunale britannico ha condannato l'azienda italiana con sede legale a Londra ad una multa di 7,5 milioni di sterline e i titolari a pene detentive. 
Nello stesso anno Supreme NYC ha aperto a Milano il suo primo negozio in Italia.

## Altri casi
Altri marchi vittime di legal fake sono stati Boy London, Pyrex Vision, Kith NYC, Trasher, Vetements e Palace Skateboards. In tutti questi casi i nomi dei brand e i loro loghi sono stati riprodotti da aziende terze per essere messi in commercio in paesi dove i marchi originali non erano ancora stati registrati. È interessante notare che pure in questi casi le registrazioni di falsi legali sono state compiute da aziende italiane e il mercato di riferimento era la street fashion.